# Novial
Novial je umělý jazyk, vytvořený jakožto mezinárodní pomocný jazyk dánským lingvistou Otto Jespersenem v roce 1928. Název novial se odvíjí od slova nov (nový) a zkratka IAL (anglicky international auxiliary language, znamenající mezinárodní pomocný jazyk). Před vytvořením novialu se Jespersen věnoval idu, umělému jazyku založeném na esperantu, poté se rozhodl vyvinout jazyk vlastní, který stejně jako esperanto staví na latině (především slovní zásobu), ale gramatika i některá slova vycházejí více z germánských jazyků, především z angličtiny.

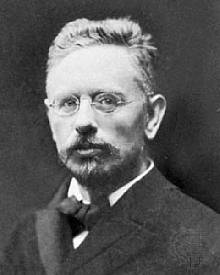
Otto Jespersen

## Historie
Otto Jespersen jazyk novial poprvé publikoval v knize An International Language v roce 1928, v roce 1930 pak vydal první slovník, Novial Lexike. V roce 1934 pak učinil úpravy ve fonetice a ortografii jazyka. Ve stejném roce pak stockholmský idistický časopis Mondo mění svůj název na Novialiste a začíná vycházet právě v novialu, nicméně přestává vycházet v roce 1939. V roce 1943 pak Jespersen umírá a jazyk je od té doby zapomenut.
V 90. letech 20. století se znovu objevuje malá skupina zájemců o novial, díky možnosti komunikovat přes internet. Na internetu vzniká také projekt novial 98, který se snaží jazyk oživit. V roce 2006 vznikla také Wikipedie v jazyce novial.

## Ukázka
| Otčenáš v novialu Nusen Patre, kel es in siele, mey vun nome bli sanktifika, mey vun regno veni; mey on fa vun volio kom in siele anke sur tere. Dona a nus disdi li omnidiali pane, e pardona a nus nusen ofensos, kom anke nus pardona a nusen ofensantes, e non dukte nus en tentatione, ma liberisa nus fro malu. | Český překlad Otče náš, jenž jsi na nebesích, posvěť se jméno tvé, přijď království tvé, buď vůle tvá jako v nebi, tak i na zemi. Chléb náš vezdejší dej nám dnes a odpusť nám naše viny, jakož i my odpouštíme našim viníkům a neuveď nás v pokušení, ale chraň nás od zlého. |